# Klassische Philharmonie Bonn

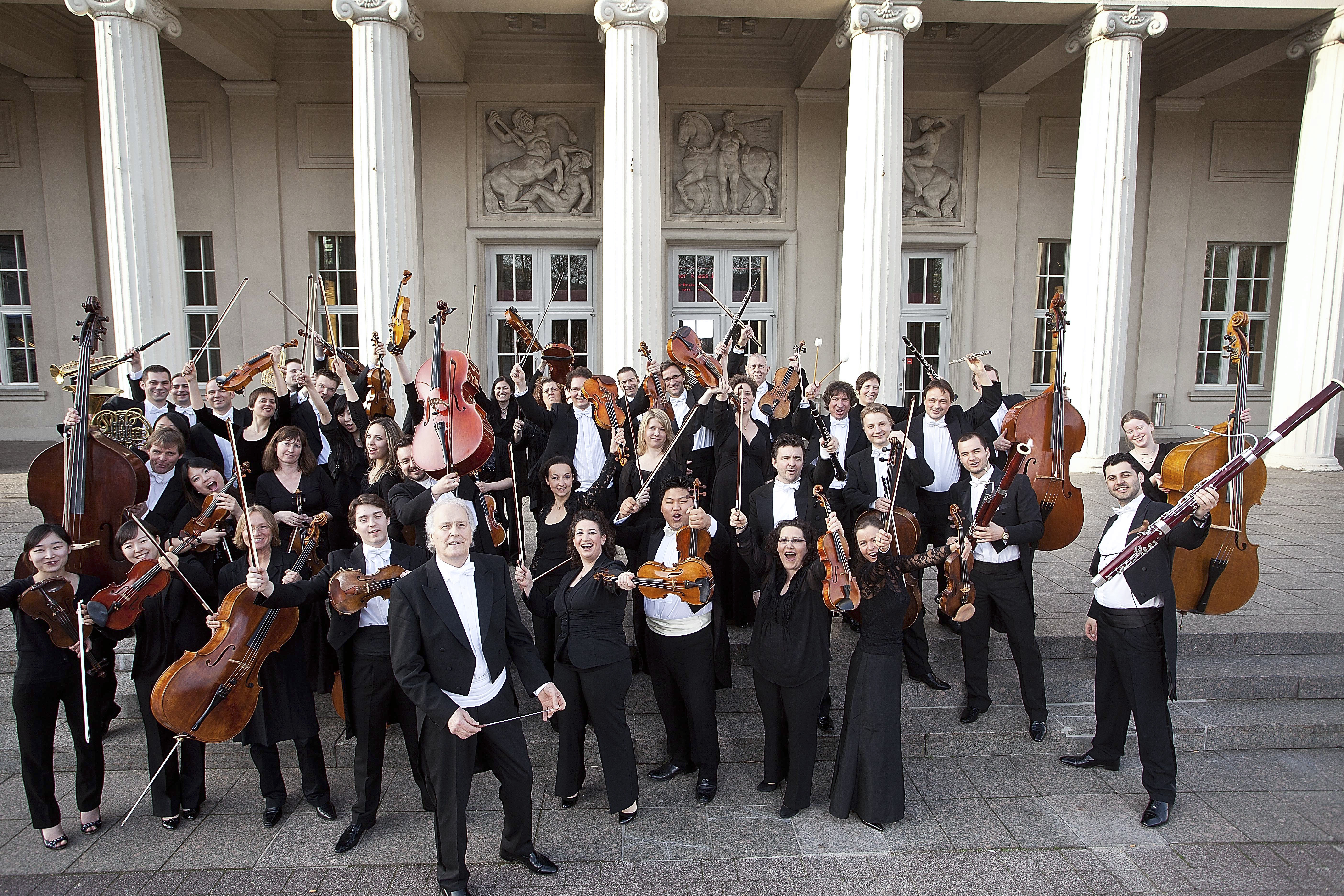
Die Klassische Philharmonie Bonn (2011)

Die Klassische Philharmonie Bonn ist ein deutsches Konzert-Tournee-Orchester. Es ging 1986 aus dem Chur Cölnischen Orchester hervor, das Heribert Beissel 1958 gründete. Beissel dirigierte das Orchester bis zu seinem Tod 2021. 

## Geschichte
Gegründet wurde das Orchester 1986 von Heribert Beissel. Vorgänger war das Chur Cölnische Orchester, welches 1958 gegründet wurde. Zwischen den Jahren 1991 und 2001 fungierte die Deutsche Telekom als offizieller Sponsor. Die heutige Orchesterstärke beträgt bis zu 60 Personen. Das Orchester ist partnerschaftlich mit dem Chur Cölnischen Chor verbunden, um ebenfalls aus dem Repertoire der Musik für Chor und Orchester schöpfen zu können. 

## Die Reihe Wiener Klassik
Neben zahlreichen Auslandsaufenthalten (u. a. USA, Japan, England, Spanien, Schweiz, Belgien, Italien, Singapur, den Niederlanden und Frankreich) und Schallplattenveröffentlichungen ist das Orchester vor allen Dingen wegen der Abonnement-Konzertreihe Wiener Klassik und Konzerten in der Bonner Umgebung, wie den Poppelsdorfer Schloßkonzerten, den Matineekonzerten und den Neujahreskonzerten in der Bonner Beethovenhalle bekannt. 
Anders als der Name es vermuten lässt, beschränkt sich die Konzertreihe Wiener Klassik nicht nur auf die Musik der Wiener Klassik, sondern bedient sich ebenfalls bei der barocken und romantischen Literatur. Im Rahmen dieser jährlich stattfindenden Konzertreihe werden in folgenden Konzerthäusern Konzerte veranstaltet:
- Liederhalle in Stuttgart
- Meistersingerhalle in Nürnberg
- Herkulessaal in München
- Kongresszentrum Karlsruhe
- Landesfunkhaus in Hannover
- Die Glocke (Bremen)
- Beethovenhalle in Bonn
- Rudolf-Oetker-Halle in Bielefeld
- Konzerthaus Berlin
- Laeiszhalle in Hamburg
- Kurhaus Wiesbaden

## Nachwuchsförderung
Der Zweitname Orchesterakademie Bonn verweist bereits darauf, dass sich das Orchester explizit der Nachwuchsförderung verschrieben hat. So versteht sich das Orchester auch als Sprungbrett für junge Musiker, denen der Weg in größere Orchester geebnet werden soll. Beispielsweise wird das Orchester von den zwei Gewinnern des Internationalen Mozartwettbewerbs in der Spielsaison 2011/2012 begleitet.